# Пилва
Пилва (ест. Põlva, рус. Пылва) је град у Естонији. Он се налази у југоисточном делу државе. Пилва је највећи град и управно средиште истоименог округа Пилва.
град Пилва се простире се на 5,5 km² и према попису из 2004. године у њему је живело 6.314 становника.